# Покривна тканина
Покривні тканини рослин — зовнішні

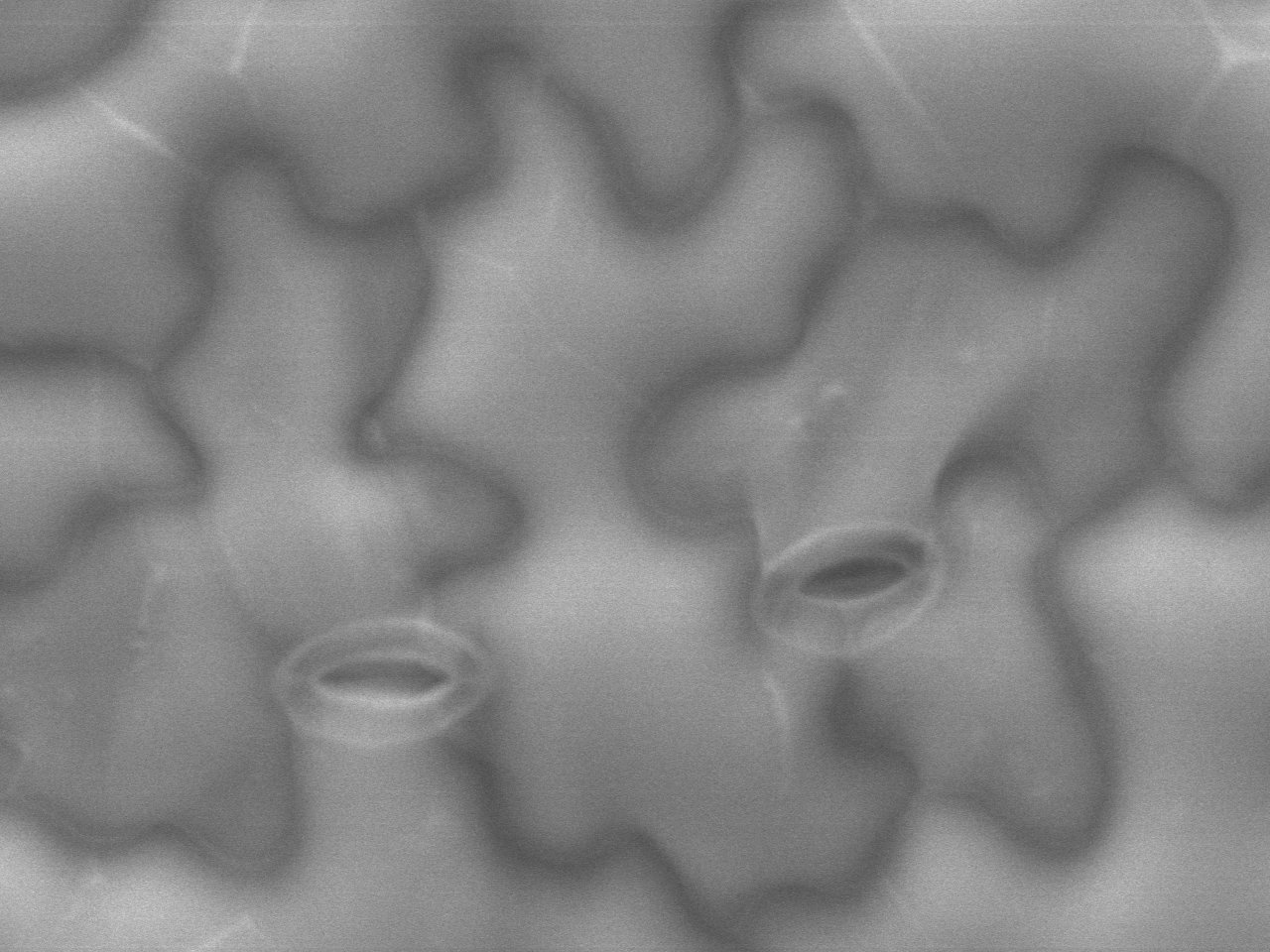
Епідерма листка Гусимки звичайної з продихами

тканини, призначенням яких є захист рослин від несприятливих впливів довкілля, а також всмоктування і виділення речовин.

## Функції
У покривних тканинах відбувається газообмін: в епідермі — через продихи, у перидермі — через сочевички.

## Класифікація
- Первинні включають: у стеблі — епідерма, у корені — екзодерма, у молодого кореня — ризодерма.
- Вторинні: перидерма, у склад якої входять корок, фелоген і фелодерма.
- Додаткова покривна тканина — кірка (ритидома).